# Związek szmalkaldzki

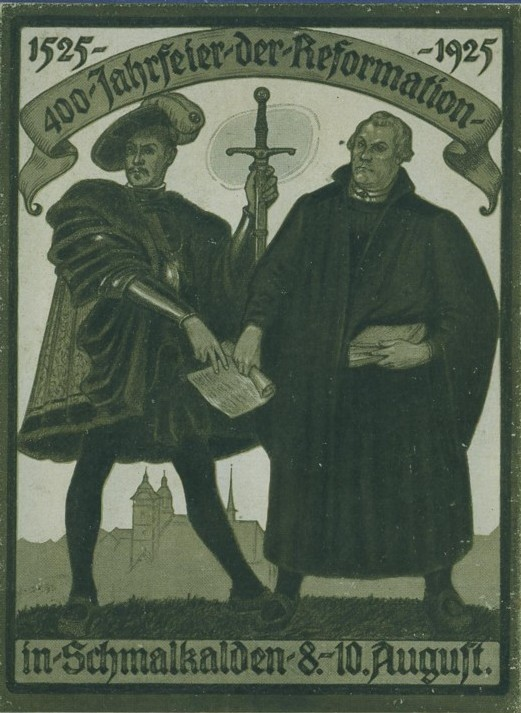
Plakat z okazji 400-lecia zawiązania związku szmalkaldzkiego

Związek szmalkaldzki (niem. Schmalkaldischer Bund) – związek obronny zawiązany 27 lutego 1531 w Schmalkalden (wówczas w Hesji, obecnie Turyngia) przez protestanckich książąt Świętego Cesarstwa Rzymskiego.
Do związku podczas Sejmu Rzeszy w Augsburgu przystąpiło siedmiu książąt (w tym władca księstwa pomorskiego) i jedenaście miast. Sygnatariusze związku zobowiązali się do udzielania sobie wzajemnej pomocy na wypadek akcji zbrojnej przeciwko ewangelikom. Związek reprezentował siłę, z którą należało się liczyć, dlatego cesarz Karol V zdecydował się na zawarcie ze związkiem w 1532 roku pokoju w Norymberdze, na mocy którego obie strony zobowiązały się do zachowania pokoju i wstrzymania się od jakichkolwiek działań zaczepnych do czasu zwołania soboru powszechnego w Trydencie.

Liga szmalkaldzka państw niemieckich w Rzeszy. Państwa jasnofioletowe ufundowały ligę. Państwa ciemnofioletowe dołączyły później.